# Ultima cursă (film din 1951)
Ultima cursă (titlul original: în germană Die letzte Heuer) este un film dramatic german, realizat în 1951 de regizorul Ernst Wilhelm Fiedler, după romanul omonim a scriitorului Ludwig Turek, protagoniști fiind actorii Hans Klering, Inge Keller, Hermann Stövesand, Werner Pledath.

## Rezumat
Fochistul Heini Holler s-a îmbolnăvit în 1935, în timp ce nava sa se afla staționată în Grecia. Fiind trecut în rezervă, se prezintă la consulatul german. Acolo este îmbarcat și trimis la Bremerhaven la bordul unui vapor german. Însă nu știe că este precedat de o telegramă de la Gestapo.
La sosirea în Bremerhaven, Holler este arestat de Gestapo ca fiind „suspect politic". Ca urmare, tovarășii săi răpesc un consul, ținându-l ostatic pe un iaht de contrabandă. Prin această acțiune de solidaritate, Holler, cu ajutorul Sindicatului Internațional al marinarilor, va putea să ajungă în Uniunea Sovietică...

## Distribuție
- Hans Klering – Heini Holler
- Inge Keller – Charly
- Hermann Stövesand – Ferdinand
- Werner Pledath – căpitanul
- Peter Marx – Schorsch
- Gustav Püttjer – Gustav
- Gerd Frickhöffer – Blague
- Otto Stübler – consulul
- Reinhard Kolldehoff – comisarul
- Lutz Götz – Moulin
- Peter Lehmbrock – 1. fochist
- Hans Rose – 2. fochist
- Herbert Richter – barcagiul
- Hans Fiebrandt – Möller, gestapovist
- Wolf Kaiser – SS-istul înalt
- Peter Petersz – secretarul de la concelarie
- Johannes Knittel – secretarul de la ISH
- Anna-Maria Besendahl – doamna Primm
- Martin Rickelt – marinarul german
- Willi Narloch – translatorul spaniol
- Frank Michelis – magazionerul francez
- Nico Turoff – marinarul francez în „Lachenden Hai”
- Johannes Bergfeldt – marinarul olandez
- Erich Nadler – marinarul irlandez